# Stewart Cink
Stewart Ernest Cink (ur. 21 maja 1973 w Huntsville, Alabama), golfista amerykański, przez kilkadziesiąt tygodni klasyfikowany w czołowej dziesiątce oficjalnego rankingu światowego. W lipcu 2009 wygrał swój pierwszy turniej wielkoszlemowy – The Open Championship.
Ukończył szkołę średnią we Florence (Alabama), następnie studiował zarządzanie na Georgia Institute of Technology w Atlancie. Reprezentował uczelnię w golfowych rozgrywkach akademickich, w 1995 przyjął status profesjonalny. W 1996 odnotował cztery zwycięstwa turniejowe: mistrzostwa Meksyku oraz trzy imprezy zaliczane do cyklu Nike Tour (później przemianowanego na Nationwide Tour). W 1997 dołączył do cyklu PGA Tour i w tymże roku wygrał turniej Canon Greater Hartford Open w Cromwell (Connecticut), co obok innych udanych występów przyniosło mu tytuł debiutanta roku PGA Tour. Sukces w Cromwell powtórzył po 11 latach, kiedy impreza nosiła już nazwę Travelers Championship. Odnotował także kilka innych zwycięstw, z czego za najbardziej prestiżowy sukces należy uznać wygranie WGC-NEC Invitational (2004), będącego jednym z czterech turniejów wchodzących w skład corocznych golfowych mistrzostw świata zawodowców. W 2006 w WGC-NEC Invitational Cink zajął drugie miejsce, przegrywając po dogrywce z Tigerem Woodsem. W 2004 po raz pierwszy w karierze został sklasyfikowany w czołowej dziesiątce rankingu światowego.
W turniejach zaliczanych do golfowego Wielkiego Szlema Cink startuje od 1996. W 1998 podzielił 10. miejsce w US Open. W PGA Championship 1999 zajął dzielone trzecie miejsce, a w US Open 2001 sklasyfikowany został na trzecim miejscu samodzielnie. Pierwsze wielkoszlemowe zwycięstwo odnotował w lipcu 2009, pokonując w dogrywce The Open Championship weterana Toma Watsona.
Kilkakrotnie znalazł się w reprezentacjach amerykańskich powołanych na rozgrywki drużynowe Ryder Cup (przeciwko golfistom europejskim) oraz Presidents Cup (przeciwko graczom z reszty świata z pominięciem Europy). Ekipy z Cinkiem w składzie wygrywały mecze w Presidents Cup w 2000, 2005 i 2007, a w Ryder Cup w 2008. 
Jest żonaty, ma dwóch synów.